# 莱茵草原大营
莱茵草原大营（德语：Rheinwiesenlager）是盟军在二战末期于德国莱茵河畔建立的23座临时战俘营的统称。盟军方面的官方名称是临时战俘圈地（英語：PWTE，Prisoner of War Temporary Enclosures）。

## 地理分布
为了防止犯人们逃向东边的纳粹德国控制区，这些圈禁的大营主要分布在莱茵河左岸，一共有二十三个。这里列出了从北到南的大营所在位置。括号中是对应的盟军的命名代号。

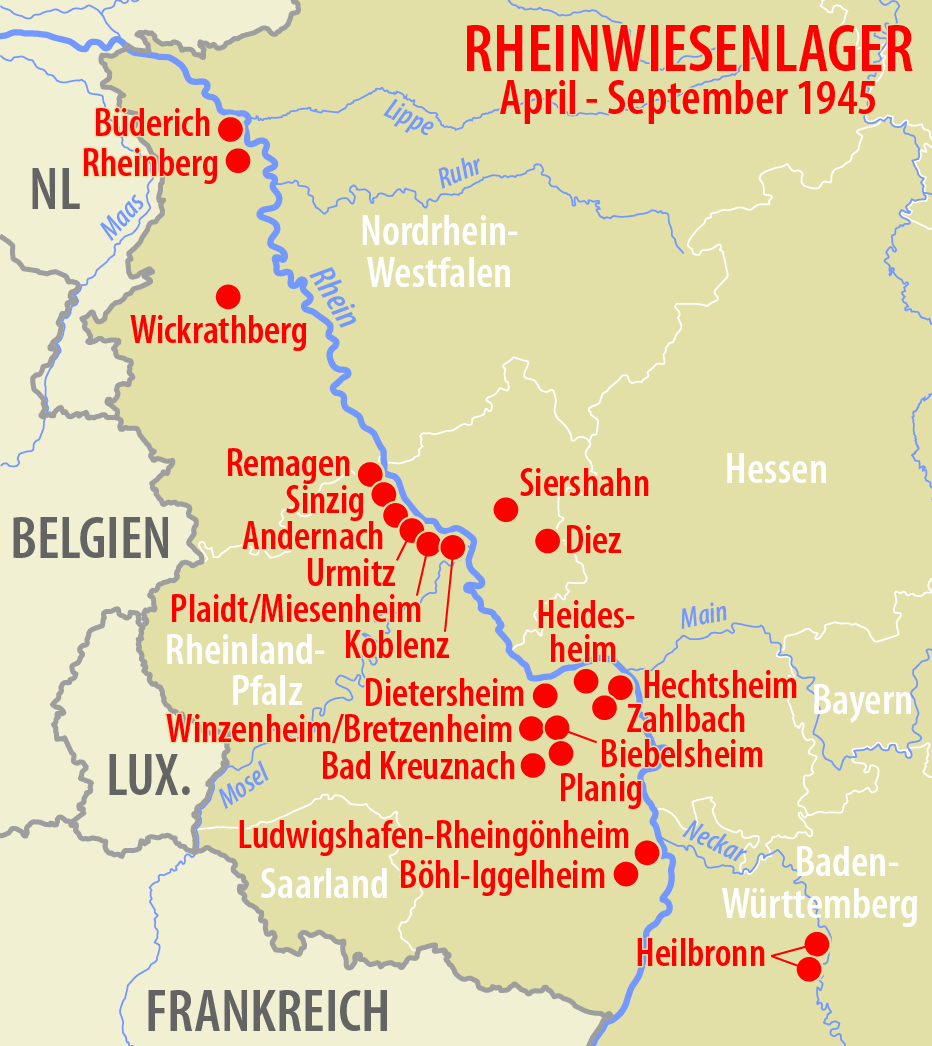
莱茵草原大营的分布

| - Büderich（Wesel）: Kriegsgefangenenlager Büderich（PWTE A4） - 莱茵贝格: Kriegsgefangenenlager Rheinberg（PWTE A1） - Wickrathberg（PWTE A9） - 雷马根: 黄金英里（PWTE A2） - 辛齐希: 黄金英里（PWTE A5） - 锡尔斯汉（PWTE A18） - 安德纳赫（PWTE A11） - 乌尔米茨（PWTE A13） - 普莱特（PWTE A14） - 迪茨（PWTE A19） - 科布伦兹（PWTE A10） - 莱茵河畔海德斯海姆（PWTE A12） | - Mainz-Hechtsheim（PWTE A17） - 迪特斯海姆（PWTE A8） - 察爾巴赫 （PWTE A16） - Winzenheim Feld des Jammers（苦难之地）（PWTE A6） - 比伯尔斯海姆（PWTE A7） - Planig（PWTE A15） - 巴特克罗伊茨纳赫（PWTE A3） - 萊茵根海姆（PWTE C2） - 伯尔-伊格尔海姆（PWTE C1） - 海尔布隆 两处（PWTE C3）（PWTE C4） |

## 历史
在突出部之役和鲁尔包围战皆以纳粹德国的失败告终后，盟军俘获了数十万的纳粹德国的国防军，而在第二次世界大战欧洲战场的结束之后，这个数字增长到了340万。
一开始盟军计划把战俘押往英国直到战争结束，但是由于人数太多，决定在德国本地建立战俘营。官方名称是（PWTE，临时战俘圈地）。战俘必须上交任何帐篷和毯子，他们睡在自己挖的地洞里。

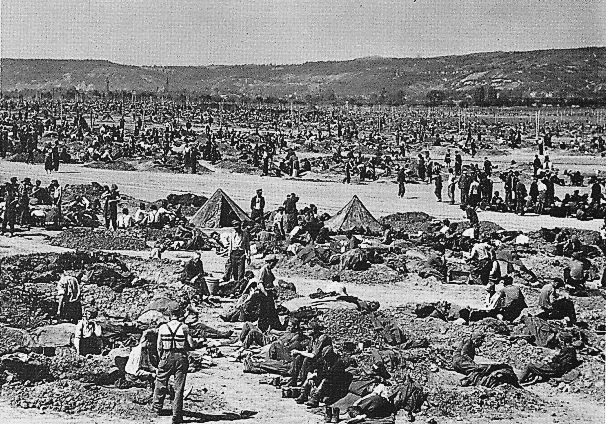
辛齐希的营地状况

一开始营地的守卫和管理由美国陆军的第106步兵师担任，但是后期随着战俘数量的增加，该师不堪重负，不得不把营地内部的管理交由德国囚犯。 。

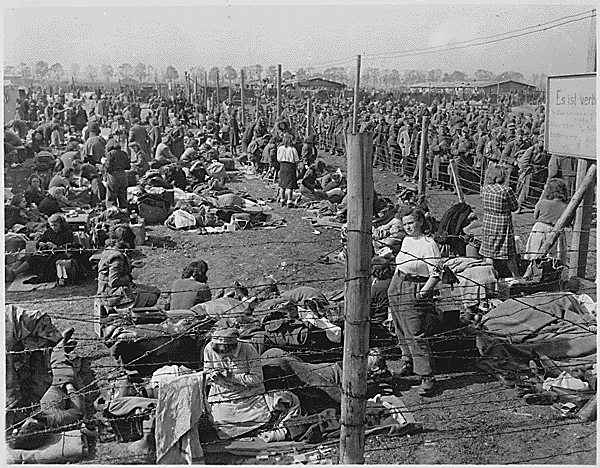
在莱茵大营中的女性囚犯

几周后，盟军释放了大部分希特勒青年团和女性，之后又释放了一些对战后重建有用的技术人员，比如农民，卡车司机和矿工。在1945年六月底雷马根，伯尔-伊格尔海姆和Büderich的大营相继关闭。但是，第一次大规模的赦免和释放就此打住了。

1945年4月和5月初，大营的后勤供应情况不够，但是情况在慢慢改善。直到6月才有足够的食物。在5月和6月期间，所有营地都有了厕所、厨房和医院。但是污垢、潮湿、营养不良和不卫生的环境导致疾病。为了防止疫情的爆发，美军提供了氯化饮用水和大量肥皂和卫生纸，并用滴滴涕杀死虱子。因为法国联系美国想接受175万战俘作为强制劳工，所以盟军远征部队最高司令部在1956年7月10号移交给法国，英国也在6月12日向法国移交了英国占领区内的大营的管辖权。大部分战俘都被转移到法国，一部分战俘因为无法劳动而被解雇了。到1945年9月底左右，除了“苦难之地”（Feld des Jammers）还保留作为从法国返回德国的战俘的中转营地之外，其他莱茵大营都已经不存在了。

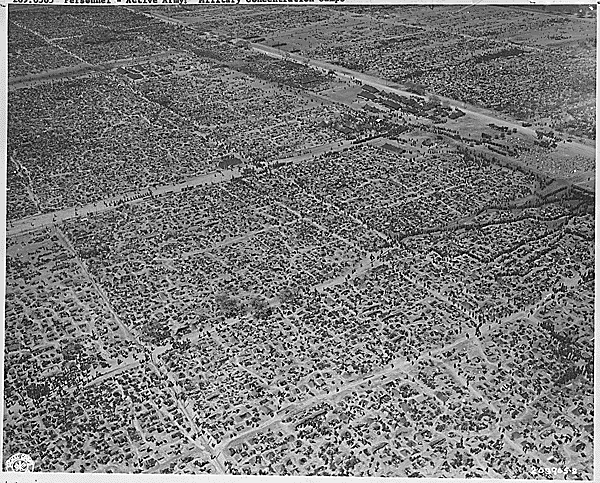
在盟军占领区的未知战俘营

## 生存条件
根据盟军远征部队最高司令部总司令德怀特·艾森豪威尔的决定，在1945年5月8号之后，德国无条件之后的这些德军投降人员并不被视作战俘，而被称作“解除武装的敌军力量”（DEF，英语：disarmed enemy forces。如此一来，美军不必对这些战俘履行日内瓦公约的协定，为如此大规模数量战俘的后勤补给问题也就不复存在。然而，党卫队成员和可疑人员通常没有被宣布为DEF。 DEF的餐饮量是按照前纳粹强迫劳动者“流离失所者”的餐饮量的，也由美国提供，相当于每天约1500千卡。相比之下，1945年春天德国平民人口的口粮约为1000千卡。
大部分囚犯，比如人民冲锋队和希特勒青年团的成员在短时间内就被释放了。在战争的稍早阶段，1943年，美国和英国决定各收留一半以上的囚犯，但当1945年盟军越过莱茵河时，囚犯人数大大增加，以至于英国人不愿意接管他们的份额。美国从而接管了所有囚犯，并建立了美国莱茵河草地大营。修正主义作者认为，最初难民营的食物供应极差是美国与DEF地位有关的计划。DEF的地位于1946年春季被美国陆军领导层废除，取而代之的是“战俘（POW）”。但莱茵草甸营地的大多数囚犯最初不是DEF，而是被归类为战俘。。

## 战后的讨论
1969年，伦纳德·D·希頓中将为美国陆军医疗部编写并发布了一份详尽的报告，该报告主要关注预防医学以及第二次世界大战中德国囚犯有关的问题。报告发现了一些问题，包括：
1. 军队对于一些战俘营的地理信息有记载错误。
2. 囚犯人数大大超出了预期。
3. 营地的组织由囚犯承担。
4. 1945年4月和5月期间，食物和水供应不足，尽管后来有所改善。
5. 1945年8月，解除武装的敌军（DEF）收到的1200至1500卡路里配给是不够的。
6. 在某些情况下，食物的缺乏导致“普遍营养不良”的情况。

2003年，历史学家理查德·多米尼克·威格斯认为，盟军在敌方平民方面违反了国际法，即直接或间接地造成了被占领德国大量平民和囚犯不必要的痛苦和死亡，部分原因是盟军的复仇心理。

## 死亡人数的争议
因为补给稀少，且收容设施的建筑结构不稳固，很多战俘死于饥饿、脱水和恶劣天气条件。根据德国市政当局的报告，有4537人死亡，美国的官方数字则是3053人。。
德国历史学家恩里克领导一个委员会调查死亡人数，这个委员会代表了西德联邦政府的联邦流离失所者、难民与战争受害者部科学地研究了德国战俘的生存情况。。 他们调查了哪些营地的死亡率最高，结论是以下六个：位于巴特克羅伊茨納赫的（Galgenberg营地和Bretzenheim营地）、雷马根附近的辛齐希、萊茵貝格、莱茵河畔海德斯海姆、Wickrathberg和海尔布隆。这六个营地中，每五十万名囚犯中有五千人死亡。所以100万囚犯的死亡上限大概是一万人。。
美国历史学家亚瑟·L·史密斯认为死亡人数应该在八千和四万之间。而加拿大作家詹姆斯·巴克认为这个人数可以达到一百万人。。由于巴克对囚犯的人数和主流观点不同，而且采取的观点是因为把所有大营战俘都计算为解除武装的敌方人员，所以其他历史学家批评他数据的准确度。大卫·斯塔福德在《加拿大历史评论》上写道，这本书是“因争论和夸大其词而破坏的有价值的调查的经典例子。” 鲁道夫·拉梅尔写到“巴克误读、误解或忽视了相关文件，他的死亡率统计数据根本不可能。”。最近，西蒙·麦肯基在《战俘和拘留囚犯百科全书》上写道说：“在战后不久的几个月里，德国囚犯受到了非常恶劣的待遇[...]是无可争议的，然而巴克的论文和死亡率数字不能被认为是准确的。”。奥欧曼则表示，这与最基本的常识问题有关，“如果确实有72.6万名士兵在美国营地死亡（巴克的人数不包括那些据称在法国拘留期间或退伍后死亡的人），这些尸体会莱茵河沿着莱茵河200公里延伸，“巴克的72.6万人死亡意味着大约每公里有3600具尸体。然而在战后的大规模建造期间，但这些死者中没有一个被发现。”

## 相關书籍
- Eisenhower and the German POWs. Facts against Falsehood, Louisiana University Press （德文）
- Wolfgang Gückelhorn, Kurt Kleemann, Die Rheinwiesenlager 1945 in Remagen und Sinzig. Fakten zu einem Massenschicksal 1945, Aachen: Helios-Verlag, ISBN 978-3-86933-094-5 （德文）
- gedenkstaette-hinzert-rlp.de Kriegsgefangenenlager 1939–1950 – Kriegsgefangenschaft als Thema der Gedenkarbeit, Mainz/Osthofen: Landeszentrale für politische Bildung Rheinland-Pfalz, ISBN 978-3-89289-025-6 （德文）
- 鲁道夫·拉梅尔, Die Rheinwiesenlager 1945, Ende des Dritten Reiches, Ende des Zweiten Weltkriegs. Eine perspektivische Rückschau. München / Zürich: Piper Verlag, ISBN 3-492-12056-3 （德文）
- Arthur Lee Smith, Die vermißte Million. Zum Schicksal deutscher Kriegsgefangener nach dem Zweiten Weltkrieg, München: Oldenbourg Wissenschaftsverlag, ISBN 3-486-64565-X （德文）
- Rüdiger Gollnick, Fremd im Feindesland – Fremd im Heimatland (DP-Lager und Rheinwiesen-Lager, Spurensuche am Niederrhein), Goch: Pagina Verlag GmbH, ISBN 978-3-946509-11-0 （德文）

## 相關网页材料
- Rheinwiesenlager. Kriegsgefangenschaft in den Rheinwiesenlagern（1945 bis 1948）. （页面存档备份，存于） Landeszentrale für politische Bildung Rheinland-Pfalz.
- Blätter zum Land Nr. 63: Kriegsgefangenschaft in den Rheinwiesenlagern（1945 bis 1948）. （页面存档备份，存于） Landeszentrale für politische Bildung Rheinland-Pfalz, 2015.
- Mark Felton: The Rhine Meadows Camps. What Really Happened? （页面存档备份，存于）（YouTube视频）